# Алунішу (Олт)
Алунішу (рум. Alunișu) — село у повіті Олт в Румунії. Адміністративний центр комуни Спінень.
Село розташоване на відстані 128 км на захід від Бухареста, 37 км на північ від Слатіни, 73 км на північний схід від Крайови, 132 км на південний захід від Брашова.

## Населення
За даними перепису населення 2002 року у селі проживали 477 осіб, з них 472 особи (99,0%) румунів. Усі жителі села рідною мовою назвали румунську.